# Young Ivanhoe
Para la novela de Walter Scott, véase Ivanhoe (novela)
Young Ivanhoe es una  película de televisión  y una aventura romántica de 1995 basada en la novela de Walter Scott. Está dirigida por Ralph L. Thomas y protagonizada por Kris Holden Ried, que interpreta el papel de Ivanhoe. Otros actores protagonista de la película son Stacy  Keach, Margot Kidder, Nick Mancuso, Rachel Blanchard, y Matthew Daniels.

## Argumento
Los normandos en Inglaterra, liderados por De Bourget y Juan Sin Tierra, aprovechándose de la ausencia de Ricardo I a causa de las cruzadas, empiezan a amenazar a los úlitimos reductos de los anglosajones en Inglaterra con el propósito de acabar con ellos. También conspiran para poder sacar a Ricardo del trono, que es un impedimento para ese propósito. 
Ivanhoe, un joven perteneciente a un antiguo lineaje anglosajón en Inglaterra, se ve obligado a enfrentarse a ellos cuando amenazan a él y a su familia. Recibirá el apoyo de una joven llamada Rowena, de otro lineaje anglosajón importante y que conoció a través de su padre Cedric. Con el tiempo recibirá también el apoyo y el tutelaje del caballero negro, mientras que otros anglosajones se le unen a la lucha. 
También se enamora con el tiempo de Rowena, que De Bourget quiere coger por todos los medios posibles como esposa como parte de esa ambición. Ella replica también su amor y ambos consiguen detener y acabar a De Bourget y detener la conspiración contra Ricardo I. Cuando Ricardo I regresa a Inglaterra y se entera de lo ocurrido, él convierte a Ivanhoe en caballero en agradecimiento y como forma de curar las heridas causadas por la conspiración. Después de hacerlo Rowena y Ivanhoe se casan.

## Reparto
- Kris Holden-Ried - Ivanhoe (acreditado como Kristen Holden-Ried)
- Rachel Blanchard -  Rowena
- Nick Mancuso - De Bourget
- James Bradford - Sir Cedric
- Stacy Keach - Pembrooke
- Margot Kidder - Lady Margarite
- Matthew Daniels - Tuck
- Tom Rack - Edward
- Louise Vincent - Duenna
- Ian Falconer - Juan Sin Tierra
- Marek Vasut - Ricardo I de Inglaterra